# Ogólnokształcąca Szkoła Muzyczna I i II stopnia im. Fryderyka Chopina w Bytomiu
Ogólnokształcąca Szkoła Muzyczna I i II stopnia im. Fryderyka Chopina w Bytomiu – szkoła muzyczna położona w najstarszym budynku szkolnym w Bytomiu przy ulicy Stanisława Moniuszki 17.

## Szkolne orkiestry, chóry, zespoły
- Polska Młodzieżowa Orkiestra Symfoniczna – dyrygent: Filip Huget
- Dziecięca Orkiestra Smyczkowa – dyrygent: Filip Huget[2]
- Chór Kameralny – Agnieszka Piasecka-Orlow
- Orkiestra Dęta – dyrekcja: Artur Kulka

## Absolwenci
- Mirosław Jacek Błaszczyk
- Tadeusz Serafin[3]
- Elżbieta Woleńska[4]